# Нікіфоров Олексій Володимирович
Олексій Володимирович Никифоров (* 1975, Кіров, РРФСР) — український військовий, підполковник Сил спеціальних операцій ЗС України. Організатор евакуації українських частин із окупованої Автономної Республіки Крим. Колишній заступник командира 501-го керченського батальйону морської піхоти.

## Біографія
Через 10 днів після народження був відвезений в Джамбул (Казахстан), де й пройшло його дитинство. У віці 12 років переїхав в Черкаси. У 1992 році вступив у Васильківське військове авіаційно-технічне училище. У 1995 завершив навчання і був направлений у 416-й окремий навчальний полк в Керчі на посаду командира взводу – викладача. Під час служби Олексія відбувалися численні переформатування його військової частини. У 1998 році він був командиром взводу національної гвардії України і їздив охороняти Верховну Раду АР Крим під час акцій протесту кримських татар. Закінчив також Черкаський національний університет ім. Б. Хмельницького, отримавши доплом зі спеціальності «Історія».[джерело?]
У 2003 році був одним з учасників конфлікту щодо острову Тузла, водночас був начальником автоклубу.[джерело?] Під час служби Олексія відбувалися численні переформатування його військової частини і з 26 грудня 2013 року вона була реформована у 501-й окремий батальйон морської піхоти, де він і продовжував служити у званні майора на посаді заступника командира до початку анексії Криму Росією у 2014 році.[джерело?]
Став відомим після участі в прямому ефірі телемарафону на каналі «1+1» з Аллою Мазур, присвяченого проблемам із захоплення Криму російськими окупаційними військами 22 березня 2014 року, в якому вступив в дискусію з виконувачем обов'язків міністра оборони України Ігорем Тенюхом та вимагав від міністра чітких наказів військам. 25 березня Ігор Тенюх подав у відставку.
Після зради командира батальйону та захоплення частини російськими військовими очолив вивід батальйону в Миколаїв. Пізніше переїхав у Київ.[джерело?]
Станом на березень 2015 року навчався в Національному університеті оборони України імені Івана Черняховського.
Після закінчення, з лютого 2016 по жовтень 2021 очолював прес-службу командування Сил спеціальних операцій Збройних Сил України. На даний час займається науковою роботою на кафедрі Десантно-штурмових військ і Сил спеціальних операцій Національного університету оборони України ім. Івана Черняховського.